# Utiaritichthys longidorsalis
Az Utiaritichthys longidorsalis a csontos halak (Osteichthyes) főosztályának sugarasúszójú halak (Actinopterygii) osztályába, ezen belül a pontylazacalakúak (Characiformes) rendjébe és a pontylazacfélék (Characidae) családjába tartozó faj.

## Előfordulása
Az Utiaritichthys longidorsalis a brazíliai Madeira folyó medencéjének endemikus hala.

## Megjelenése
Ennek a fajnak maximális hossza 20 centiméter.

## Életmódja
Trópusi és édesvízi halfaj, amely főleg a fenék közelében tartózkodik.